# Prepuzio

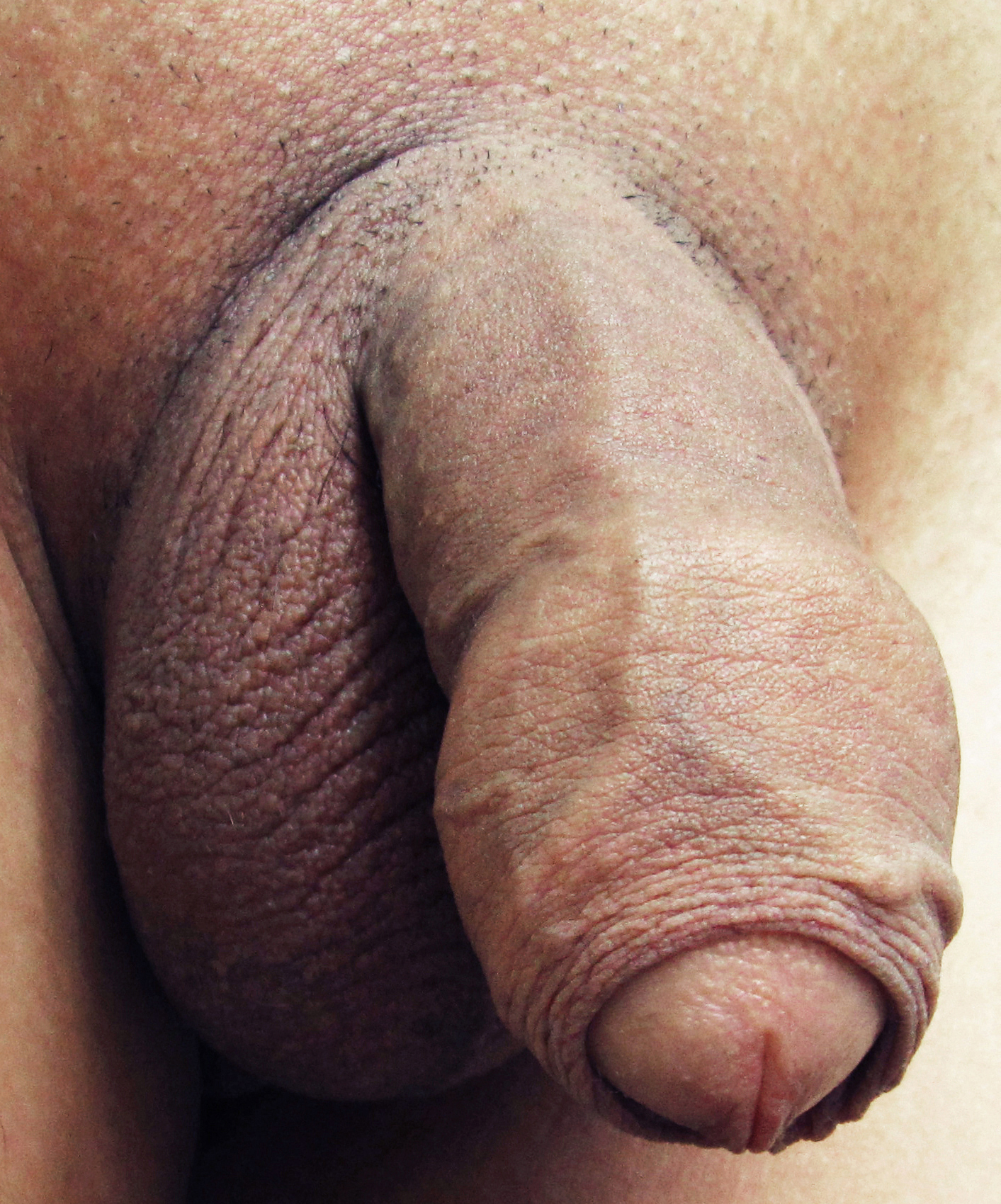
Pene con prepuzio

Nell'anatomia maschile dei mammiferi, il termine prepuzio definisce la piega cutanea, solitamente floscia e scorrevole, che copre una porzione più o meno estesa del pene; nella specie umana tale porzione è limitata al glande.

## Patologie
In presenza di un prepuzio che impedisce di scoprire completamente il glande si tratta di fimosi.
La fimosi “fisiologica” è presente nell'80% dei lattanti a 6 mesi, nel 10% dei bambini a 3 anni e nell'1% a 5 anni dopo i quali, nel 90% dei casi, il prepuzio si separa naturalmente dal glande. Per tale motivo è corretto parlare di fimosi solo dopo questa età.
La fimosi patologica può essere di vari livelli o gradi a seconda della gravità, generalmente si cura con la circoncisione; quando il prepuzio blocca interamente l'uscita del glande impedendo così il rapporto sessuale si tratta di fimosi serrata o completa, che nelle forme più gravi arriva a impedire la fuoriuscita dell'urina. Più frequentemente la fimosi è parziale, il glande riesce a fuoriuscire solo parzialmente e si avvertono dolori durante il rapporto. Se si forza l'uscita del glande il prepuzio può rimanere bloccato dietro il glande stesso provocando un pericoloso strozzamento venoso che necessita di intervento chirurgico; in questo caso si tratta di parafimosi.

## Lunghezza del prepuzio
Al momento della nascita, in circa il 95% dei casi, il prepuzio è ancora fuso con il glande. Con l'avanzare dell'età, generalmente durante l'infanzia, i due poco a poco si separano fino a quando il prepuzio si può ritrarre del tutto.
Nell'età adulta il prepuzio maschile ha lunghezza molto variabile, come qualsiasi parte del corpo umano. Nella maggioranza dei casi, il glande è del tutto coperto quando il pene è flaccido; quando il pene diventa eretto, invece, il prepuzio scivola indietro, lasciando il glande esposto. Tuttavia, come dimostrano vari studi medici, ciò non è sempre così: conseguentemente all'aumento delle dimensioni del pene durante la pubertà, il prepuzio può non essere più abbastanza lungo da coprire il glande, che perciò resterà sempre parzialmente (o completamente) scoperto. Nei casi contrari, si può avere un prepuzio eccessivamente lungo e poco elastico tanto che questi non scivola indietro autonomamente con l'erezione.
Allo stesso modo, il grado di riposizionamento del prepuzio sul glande, quando il pene ritorna ad essere flaccido, cambia da persona a persona. Solitamente, il prepuzio, una volta terminata l'erezione, va a ricoprire il glande in automatico (soprattutto attraverso la trazione esercitata dal frenulo). Nonostante ciò, in alcuni uomini, ciò non avviene, ed il prepuzio deve essere quindi spostato in avanti manualmente per evitare che il glande resti altrimenti scoperto.
Alcuni uomini non circoncisi, per vari motivi (ipersensibilità, eiaculazione precoce, igiene o estetica) preferiscono lasciare il prepuzio sempre retratto dietro la corona del glande che, perciò, resterà continuamente scoperto anche a pene flaccido. Fermo restando che questo esercizio non è di per sé dannoso per il glande (vedi circoncisione), tuttavia tale pratica risulterebbe essere rischiosa in quei soggetti che hanno un prepuzio stretto o fimotico: la pelle potrebbe rimanere incastrata dietro il glande portando a una parafimosi.

## Funzioni principali
Le funzioni del prepuzio umano sono essenzialmente di tre tipi:
- Funzione anatomica: il prepuzio garantisce al pene, in occasione delle erezioni, la pelle necessaria all'ingrandimento e all'inturgidimento.
- Funzione protettiva: il prepuzio, coprendo l'intero glande quando il pene è flaccido (e dunque nella maggioranza del tempo), permette che la mucosa non subisca un processo di cheratinizzazione. In tal modo, il glande resta "umido" ed inoltre lo stesso meato urinario resta protetto. Secondo alcuni ricercatori, la mancata corneificazione del glande garantirebbe a quest'ultimo una maggiore sensibilità, favorendo in questo modo una maggiore percezione delle sensazioni sessuali. Questa funzione di protezione del glande, tuttavia, sembra perdere parte della sua importanza quando si raggiunge l'età adulta. In effetti, soprattutto dopo la pubertà, vari uomini hanno un glande sempre in parte scoperto.
- Funzione sessuale: il prepuzio interno (ed il frenulo che lo collega al glande) è ricco di recettori e terminazioni nervose. Dunque, una sua continua sollecitazione, oltre ad essere piacevole, porta all'orgasmo. Inoltre, durante i rapporti sessuali, agevola la penetrazione e lo scivolamento del pene all'interno della vagina. Anche durante la masturbazione, il prepuzio permette di stimolare indirettamente il glande (senza alcun fastidio) fino ad arrivare all'eiaculazione.

## Igiene
È molto importante mantenere una buona igiene intima. Sono utili in tal senso un paio di semplici accorgimenti:
- Quando si è nella doccia, è importante ritrarre completamente il prepuzio per poter lavare il glande (soggetto, nei non circoncisi, all'accumulo di smegma);
- È consigliato ritrarre il prepuzio, in modo da scoprire il meato urinario, prima della minzione per evitare che qualsiasi eccesso di urina possa rimanere al suo interno.[2][3]

## Circoncisione

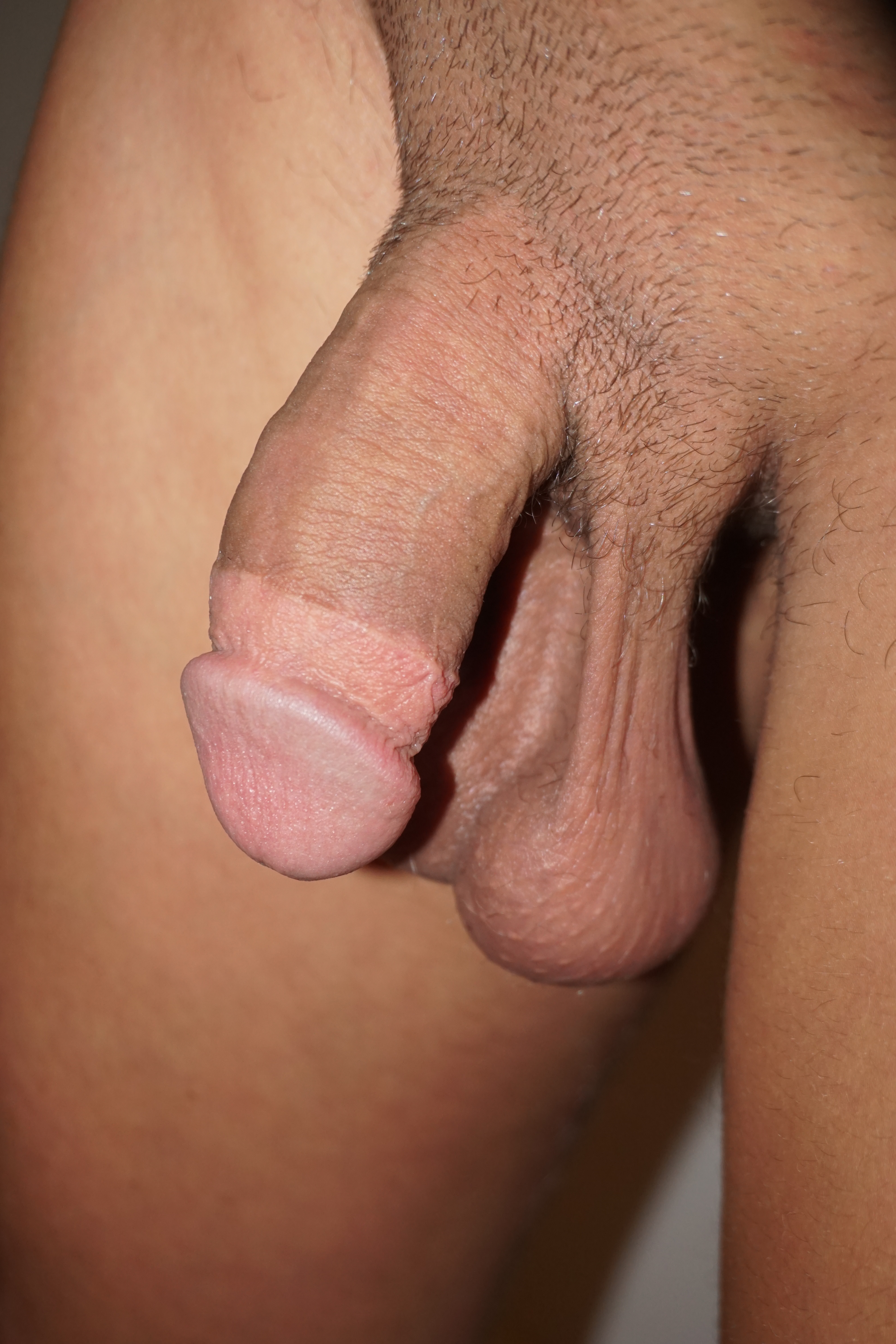
Pene circonciso

Presso varie culture, dove esiste difficoltà di accesso all'acqua, il prepuzio è ritenuto un tessuto che favorisce l'ambiente ideale ai batteri e a conseguenti infezioni, tali che possono trasmettersi anche al partner; per questo viene rimosso, spesso con rituali religiosi, con la circoncisione rituale durante i primi anni o mesi di vita.
Secondo l'etnologo francese Marcel Griaule, nelle popolazioni del Mali che credono che ciascun individuo nasca con due anime di sesso opposto, il prepuzio è la rappresentazione dell'anima femminile che deve essere asportato con la circoncisione per riaffermare nell'uomo la sessualità maschile. Analoghi sono il significato della clitoride e lo scopo della clitoridectomia.